# Parque Jean-Drapeau

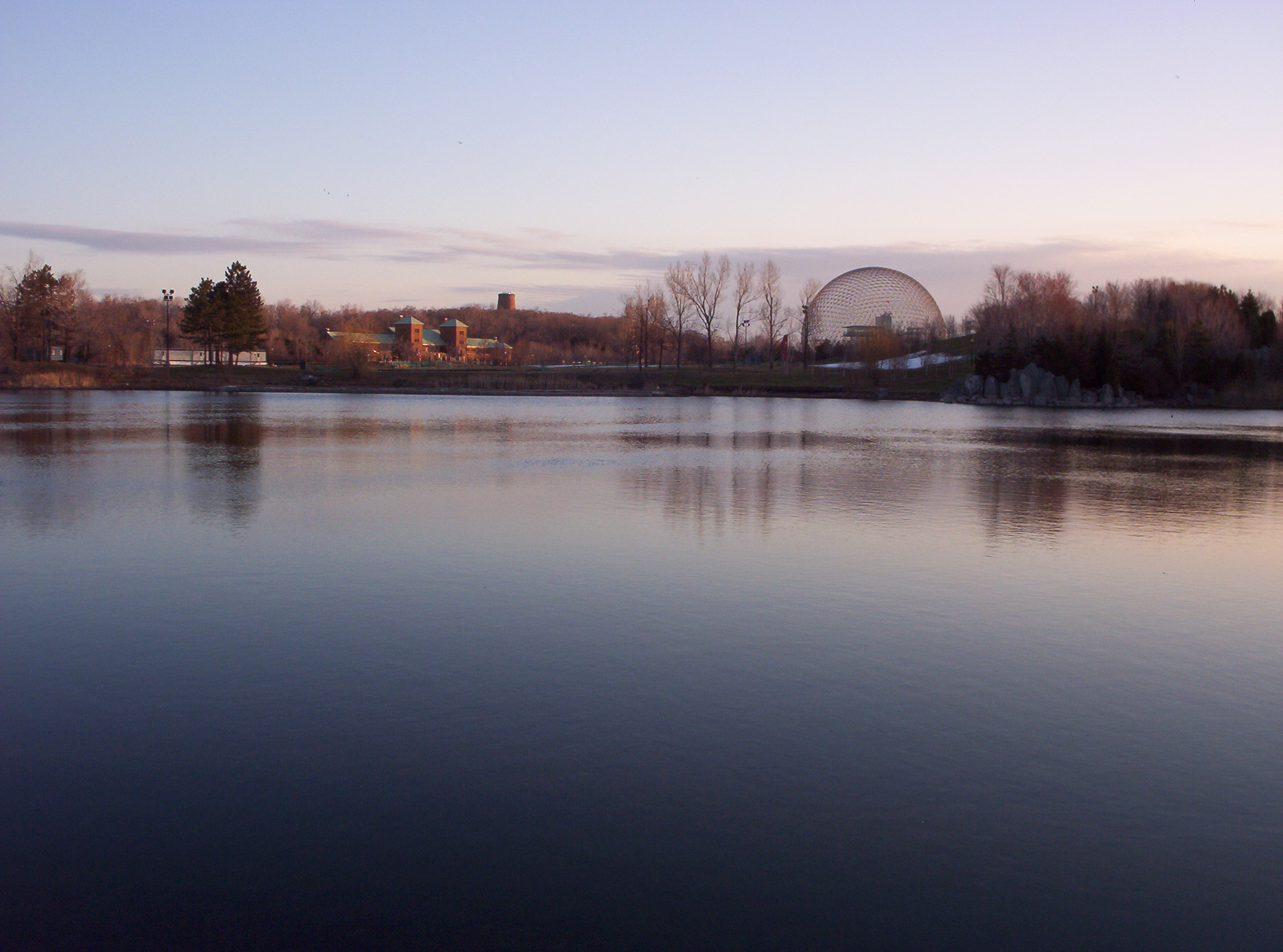
Parte del Parque Jean-Drapeau en Montreal, Quebec.

El Parque Jean-Drapeau (antiguamente parc des Îles) está situado en Montreal (Canadá), en pleno centro del río San Lorenzo. Está compuesto por dos islas, la île Sainte-Hélène y la île Notre-Dame. Esta última acoge cada año el Gran Premio de Canadá en el circuito Gilles Villeneuve, y comprende igualmente el Casino de Montreal. En 1967, las islas Notre-Dame y Sainte-Hélène fueron las anfitrionas de la Exposición Universal de Montreal.
El parque fue nombrado en honor a Jean Drapeau.